# Loja Saarinen
Loja Saarinen, de nacimiento Loja Gesellius (Helsinki, Finlandia, 15 de marzo de 1879 - 21 de abril de 1968) fue una artista textil, escultora y paisajista finlandesa-estadounidense que creó el departamento de textil en la Academia de Arte de Cranbrook en Michigan . Dirigió también su propio estudio, Studio Loja Saarinen, en el que se diseñaron muchos de los textiles utilizados en los edificios realizados por su marido, el arquitecto Eliel Saarinen.

## Biografía
Estudió arte en la Universidad de Arte y Diseño de Helsinki (1898–99),  en la  Escuela de Dibujo de la Asociación de Arte de Finlandia (1899–1902),  y escultura con Jean Antoine Injalbert en la Académie Colarossi de París.

## Trayectoria
Loja Saarinen comenzó su carrera en 1928, cuando fundó en la Comunidad Educativa de Cranbrook uno de los más productivos departamentos de textil de los Estados Unidos. Saarinen estuvo fuertemente influida por la tradición de artesanía sueca. Fue una de las primeras artistas en llevar el diseño escandinavo a Estados Unidos. Su trabajo más importante fue para Kingswood School, donde su estudio diseñó tapices, alfombras, cortinas y tapicería.
Promovió su trabajo a través de exposiciones y publicaciones de sus trabajos para viviendas, oficinas y centros de negocios. Fue especialmente conocido su trabajo para el arquitecto Frank Lloyd Wright en las cortinas, tapicerías y textiles para las oficinas de Edgar Kaufmann en Pittsburgh.
Fue también paisajista: diseñó  los jardines de la Casa Saarinen y el espacio de jardín que rodea las Piscinas Triton frente a la Academia de Arte de Cranbrook, organizando las texturas y colores de los arbustos y árboles como las composiciones de los tejidos. En este trabajo de Cranbrook supervisó la plantación de cerca de 500.000 plantas.
El trabajo de Saarinen se caracteriza por diseños geométricos simples,  con sutiles contrastes de luz y oscuridad, y un uso frecuente de colores complementarios.
Exposiciones individuales
- Architectural League of New York, 1931
- Detroit Institute of Arts, 1932
- Norfolk Museum of Arts and Sciences, 1937
- Cincinnati Museum of Art, 1938
- Toledo Museum of Art, 1938
- Berea College, 1943
- Jacques Seligmann Gallery, New York City 1957 (dos personas)
- Cranbrook Academy of Art, 1980